# Internationaal Wegcriterium 2008
De etappekoers Internationaal Wegcriterium 2008 (Frans: Critérium International 2008) werd gereden in het weekeinde van zaterdag 29 en zondag 30 maart 2008. Het was de 77ste editie van deze Franse voorjaarswedstrijd, die deel uitmaakte van de UCI Europe Tour 2008.

## Etappe-overzicht
| etappe | datum    | start                | eindstreep           | afstand | winnaar              | klassementsleider |
| ------ | -------- | -------------------- | -------------------- | ------- | -------------------- | ----------------- |
| 1e     | 29 maart | Signy-le-Petit       | Charleville-Mézières | 193 km  | Laurens ten Dam      | Laurens ten Dam   |
| 2e     | 30 maart | Les Vieilles-Forges  | Monthermé            | 98.5 km | Simon Gerrans        | Jens Voigt        |
| 3e     | 30 maart | Charleville-Mézières | Charleville-Mézières | 8.3 km  | Edvald Boasson Hagen | Jens Voigt        |

## Etappe-uitslagen

### 1e etappe
| Signy-le-Petit – Charleville-Mézières (193 km) |                   |                    |          |
| Plaats                                         | Naam              | Ploeg              | Tijd     |
| Winnaar                                        | Laurens ten Dam   | Rabobank           | 4u50'04" |
| 2                                              | Benoît Vaugrenard | Française des Jeux | +00'10"  |
| 3                                              | Mirco Lorenzetto  | Lampre             | z.t.     |
|                                                |                   |                    |          |
| 6                                              | Kevyn Ista        | Agritubel          | z.t.     |

### 2e etappe
| Les Vieilles-Forges – Monthermé (98.5 km) |                    |                  |          |
| Plaats                                    | Naam               | Ploeg            | Tijd     |
| Winnaar                                   | Simon Gerrans      | Crédit Agricole  | 2u27'36" |
| 2                                         | Jens Voigt         | Team CSC         | +00'04"  |
| 3                                         | Alejandro Valverde | Caisse d'Epargne | +01'39"  |
|                                           |                    |                  |          |
| 13                                        | Maxime Monfort     | Cofidis          | z.t.     |
| 25                                        | Laurens ten Dam    | Rabobank         | +01'46"  |

### 3e etappe
| Charleville-Mézières – Charleville-Mézières (tijdrit over 8.3 km) |                      |               |         |
| Plaats                                                            | Naam                 | Ploeg         | Tijd    |
| Winnaar                                                           | Edvald Boasson Hagen | Team Columbia | 10'16"  |
| 2                                                                 | Tony Martin          | Team Columbia | +00'07" |
| 3                                                                 | Gustav Erik Larsson  | Team CSC      | +00'13" |
|                                                                   |                      |               |         |
| 7                                                                 | Maxime Monfort       | Cofidis       | +00'19" |
| 8                                                                 | Rick Flens           | Rabobank      | +00'23" |

## Eindklassementen
| Plaats    | Naam                | Ploeg              | Tijd      |
| --------- | ------------------- | ------------------ | --------- |
| Gele trui | Jens Voigt          | Team CSC           | 07u29'01" |
| 2         | Gustav Erik Larsson | Team CSC           | +00' 57"  |
| 3         | Luis León Sánchez   | Caisse d'Epargne   | z.t.      |
| 4         | Maxime Monfort      | Cofidis            | +01' 03"  |
| 5         | Laurens ten Dam     | Rabobank           | +01' 08"  |
| 6         | Fränk Schleck       | Team CSC           | +01' 11"  |
| 7         | Alejandro Valverde  | Caisse d'Epargne   | z.t.      |
| 8         | Benoît Vaugrenard   | Française des Jeux | +01' 15"  |
| 9         | Stef Clement        | Bouygues Télécom   | z.t.      |
| 10        | Damiano Cunego      | Lampre             | +01' 16"  |

| Plaats      | Naam                 | Ploeg           | Punten |
| ----------- | -------------------- | --------------- | ------ |
| Groene trui | Laurens ten Dam      | Rabobank        | 24     |
| 2           | Simon Gerrans        | Crédit Agricole | 15     |
| 3           | Edvald Boasson Hagen | Team Columbia   | 15     |

| Plaats        | Naam          | Ploeg              | Punten |
| ------------- | ------------- | ------------------ | ------ |
| Bolletjestrui | Simon Gerrans | Crédit Agricole    | 26     |
| 2             | Jens Voigt    | Team CSC           | 12     |
| 3             | Sandy Casar   | Française des Jeux | 10     |

| Plaats     | Naam              | Ploeg            | Tijd      |
| ---------- | ----------------- | ---------------- | --------- |
| Witte trui | Luis León Sánchez | Caisse d'Epargne | 07h29'58" |
| 2          | Maxime Monfort    | Cofidis          | + 00' 06" |
| 3          | Robert Gesink     | Rabobank         | + 00' 26" |

| Plaats | Ploeg                   | Tijd      |
| ------ | ----------------------- | --------- |
|        | Team Columbia           | 22u28'54" |
| 2      | Team CSC                | +02' 26"  |
| 3      | Slipstream Chipotle-H30 | +02' 41"  |

1932 · 1933 · 1934 · 1935 · 1936 · 1937 · 1938 · 1939 · 1940 · 1941 (bezet + vrij) · 1942 (bezet + vrij) · 1943 (bezet + vrij) · 1944 · 1945 · 1946 · 1947 · 1948 · 1949 · 1950 · 1951 · 1952 · 1953 · 1954 · 1955 · 1956 · 1957 · 1958 · 1959 · 1960 · 1961 · 1962 · 1963 · 1964 · 1965 · 1966 · 1967 · 1968 · 1969 · 1970 · 1971 · 1972 · 1973 · 1974 · 1975 · 1976 · 1977 · 1978 · 1979 · 1980 · 1981 · 1982 · 1983 · 1984 · 1985 · 1986 · 1987 · 1988 · 1989 · 1990 · 1991 · 1992 · 1993 · 1994 · 1995 · 1996 · 1997 · 1998 · 1999 · 2000 · 2001 · 2002 · 2003 · 2004 · 2005 · 2006 · 2007 · 2008 · 2009 · 2010 · 2011 · 2012 · 2013 · 2014 · 2015 · 2016